# Metaplasma
Metaplasma is een verandering in de manier waarop een woord wordt uitgesproken en geschreven. Dit verschijnsel maakt deel uit van de natuurlijke ontwikkeling van taal, en wordt daarnaast veelvuldig kunstmatig toegepast als stijlfiguur in met name de poëzie en de retorica. De meest voorkomende vormen van metaplasma zijn:
- Het toevoegen van een of meer klanken: prosthesis, epenthesis, diëresis en paragoge
- Het weglaten van een of meer klanken: eferesis, elisie, crasis, apocope en syncope
- Het omwisselen van twee of meer klanken: metathese
- Het samentrekken van twee of meer klanken en/of lettergrepen: syneresis, synalephe, enclise, proclise
- Een combinatie van bovengenoemde veranderingen.

Het begrip metaplasma wordt daarnaast soms ook gebruikt voor louter fonologische aanpassingen, zoals sonorisatie, nasalisatie en palatalisatie.

## Verwante begrippen
Metaplasma kan worden beschouwd als een vorm van verbastering.